# Pernumia
Pernumia (velenceiül Parnùmia) település Olaszországban, Veneto régióban, Padova megyében. Lakosainak száma 3765 fő (2023. január 1.). Pernumia Battaglia Terme, Due Carrare, San Pietro Viminario, Cartura és Monselice községekkel határos.

## Népesség
A település lakossága az elmúlt években az alábbi módon változott:
| Lakosok száma | 3858 | 3852 | 3765 |
|               | 2017 | 2018 | 2023 |